# Spice and Wolf
Spice and Wolf (狼と香辛料, Ōkami to Kōshinryō) és una sèrie de novel·les lleugeres japoneses escrites per Isuna Hasekura, amb il·lustracions de Jū Ayakura. ASCII Media Works n'ha publicat 24 novel·les des del febrer de 2006 sota el seu segell Dengeki Bunko. A banda, des del setembre de 2016, ASCII Media Works ha publicat cinc volums d'una sèrie de novel·les lleugeres derivada titulada Wolf and Parchment.
Una adaptació de manga il·lustrada per Keito Koume va començar la serialització al número de novembre de 2007 de la revista de manga seinen Dengeki Maoh d'ASCII Media Works. El manga va ser autoritzat per Yen Press, que va començar a publicar els volums en anglès. Entre gener i març de 2008, es va emetre una adaptació d'anime de 12 episodis, a més d'un únic episodi OVA llançat el maig de 2008. L'abril de 2009 es va publicar un segon OVA com a preqüela de la segona temporada d'anime, que va emetre 12 episodis entre juliol i setembre de 2009. Coalise Estudio havia anunciat pel 2024 el doblatge en català de la sèrie d'anime, però es va cancel·lar. ASCII Media Works va publicar dues novel·les visuals basades en la sèrie per a Nintendo DS el juny de 2008 i el setembre de 2009.
L'octubre de 2020, la novel·la lleugera havia venut més de 5 milions de còpies. Mainichi Shimbun la va nomenar com una "fantasia única" a causa de la trama centrada en l'economia, el comerç i el tràfic ambulant en lloc dels bàsics típics de la fantasia com les espases i la màgia.